# L'Imposteur (série télévisée)
Pour les articles homonymes, voir L'Imposteur.
L'Imposteur est une série télévisée québécoise en vingt épisodes de 44 minutes réalisée par Yan Lanouette Turgeon et diffusée entre le 12 septembre 2016 et le 19 novembre 2017 sur le réseau TVA.

## Synopsis
Philippe Bouchard vient de sortir de prison et a de la difficulté à remettre sa vie en ordre. Il vit avec ses parents, travaille au salaire minimum dans une épicerie de Montréal et a une relation tendue avec sa fille et son ex. Un soir, il découvre le cadavre d'un homme récemment décédé et physiquement identique à lui: Youri Maheux, son frère jumeau séparé à la naissance. À la suite d'un accident, il se fait confondre avec Youri et est catapulté dans sa vie dangereuse de policier corrompu. Philippe tente de survivre aux dangers, d'aider les victimes de Youri et de mener à bien ses enquêtes en cours, le tout sans être découvert et en remettant en ordre sa propre vie.

## Distribution
- Marc-André Grondin : Philippe Bouchard / Youri Maheux (†) (caméos)
- Sophie Desmarais : Gaïa Maheux
- Harry Standjofski : Denys Kaplan
- Denis Bouchard : Jean-Christophe Lemieux / 253
- François Chénier : Robin Ducharme
- Patrice Robitaille : Zac Pelletier
- Raymond Bouchard : Gilles Bouchard
- Francine Ruel : Louise Bouchard
- Guillaume Cyr : Éric Bouchard
- Émilie Bibeau : Marie-Pier
- Catherine De Léan : Isabelle
- Jean-François Beaupré : Marc
- Sandrine Bisson : Annick Devost
- Marie Brassard : Marianne
- Widemir Normil : Rachid
- Rabah Aït Ouyahia : Bruno Mansouri
- Charles-Alexandre Dubé : Ariel Kaplan (†)
- Alexandra Sicard : Flavie Bouchard-Fournier
- Émile Schneider : Jonathan (†)
- Kwasi Songui : Roméo
- Alain Nadro : Simon
- Hugo Giroux : William
- Leila Thibeault Louchem : Nadia Saadi
- Normand Canac-Marquis : Léon
- Martin Dubreuil : Grégoire
- Robin Aubert : Gandhi (saison 2)
- Louis Champagne : Marc-André Côté (saison 2)
- Maxim Gaudette : Charles (saison 2)
- Johanne Fontaine : Céline (saison 2)
- Hugo B. Lefort : Agent Fortin (saison 2)
- Alain Lucien : Agent Gagnon (saison 2)

## Production

### Tournage
Les scènes intérieures de la série ont été tournées principalement à Pointe-aux-Trembles, dans la maison de Louise et Gilles et à Mercier-Hochelaga-Maisonneuve près de l'Église Nativité-de-la-Sainte-Vierge pour l'appartement de Youri. Par ailleurs, la salle communautaire durant laquelle Gaïa se rend à sa thérapie de groupe avec Philippe a été tournée à l'Église Evangélique Baptiste de Pointe-aux-Trembles et dans une autre église.

### Fiche technique
- Scénariste : Annie Piérard, Bernard Dansereau et Étienne Piérard-Dansereau
- Réalisation : Yan Lanouette Turgeon
- Producteur délégué : Gilles Légaré
- Productrice : Sophie Pellerin
- Producteurs associés : Marc-André Grondin, Annie Piérard et Bernard Dansereau
- Son : Pierre Bertrand, Olivier Calvert et Martin M. Messier
- Musique originale : Ramachandra Borcar
- Montage :Carina Baccanale
- Direction artistique : David Pelletier
- Société de production : Sphère Média Plus

## Épisodes

### Première saison (2016)
1. Courage
2. Flashback
3. Miracle
4. Le Prix à payer
5. Trompe-l'œil
6. Youri Power
7. Complice
8. La Fête des pères
9. Comme frère et sœur
10. Trahison

### Deuxième saison (2017)
Composée de dix épisodes, elle est diffusée du 11 septembre au 13 novembre 2017.
1. Jusqu'ici tout va bien
2. Plan B
3. L'Origine
4. Piégé
5. Maintenant ou jamais
6. L'Individu
7. Lave-auto
8. Les Vieux Chums
9. L'Ami de Québec
10. La Fin du monde